# Bill Clifton (Pianist)

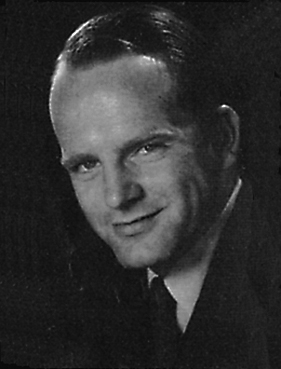
Bill Clifton

William „Bill“ Clifton (* 1916 in Toronto; † 26. Februar 1967) war ein kanadischer Pianist des frühen Pop-Jazz.

## Leben und Wirken
Clifton wuchs in Toronto auf und hatte ab seinem siebten Lebensjahr Klavierunterricht am Royal Conservatory of Music. Während seiner Highschoolzeit war er von der Musik von Fletcher Henderson und Duke Ellington beeinflusst; für eine Karriere als professioneller Musiker entschied er sich nach einem Konzert von Bunny Berigan mit Joe Bushkin. Nach dem Schulabschluss spielte er in Kanada in den Bands von Rudy Spratt und Cliff McKay, bevor er 1939 nach New York City zog, wo ihm George T. Simon einen ersten Job im Paul Whiteman Orchestra vermittelte. Er spielte Anfang der 1940er Jahre in einer Reihe von Swingbands, wie bei Jerry Jerome (mit dem 1942 erste Aufnahmen entstanden), Benny Goodman, Woody Herman, Ray Noble, Bud Freeman, Red McKenzie (mit den V-Disc All Stars, Can't We Talk It Over), Sonny Dunham und Abe Lyman. Außerdem begleitete Clifton Vokalisten wie Bing Crosby, Frank Sinatra, Cliff Edwards und Ilene Woods. 1944 hatte er Gelegenheit, bei einer V-Disc-Session mit Louis Armstrong, Jack Teagarden und Don Byas mitzuwirken.
In den folgenden Jahren wurde Clifton zu einem gefragten Studiomusiker für die Radio- und Fernsehstationen von NBC und CBS, außerdem trat er um 1950 regelmäßig im Radioprogramm Piano Playhouse auf und spielte im Trio von Tony Mottola. Clifton hatte auch einige Film- und Fernsehauftritte wie in der TV-Serie Studio One (1953) an der Seite von Jackie Gleason und Art Carney. Nachdem er 1947 Gelegenheit für erste Aufnahmen unter eigenem Namen für das kleine Label Keystone Records (Reihe Transcription) bekommen hatte, konnte er 1950 für das Major-Label Columbia Records eine der ersten Langspielplatten in der Reihe Piano Moods im Popjazz-Idiom einspielen. Seine letzte Aufnahmesession hatte er um 1960, als er als Pianist, Orchesterleiter und Arrangeur bei Ilene Woods’ Album It’s Late (Jubilee Records) mitwirkte. Clifton starb 1967 im Alter von 50 Jahren während einer Fahrt auf dem Kreuzfahrtschiff S.S. Argentina. Im Bereich des Jazz war er zwischen 1942 und 1960 an 23 Aufnahmesessions beteiligt.
Nach Ansicht von Dick Katz habe Cliftons Album von 1950 Einfluss auf den Jazzpianisten Bill Evans in seiner frühen Phase gehabt, wie er in den Liner Notes der wieder veröffentlichten Columbia Jazz Piano Moods schrieb. Es wird aber auch die Meinung vertreten, Bill Clifton sei lediglich einer von Bill Evans’ Freunden unter den Pianisten gewesen.

## Diskographische Hinweise
- Red Shadows (Cliftone[5])
- The Columbia Jazz Piano Moods Sessions (7 CDs, mit Erroll Garner, Ahmad Jamal, Earl Hines, Joe Bushkin, Ralph Sutton, Joe Sullivan, Jess Stacy, Buddy Weed, Teddy Wilson, Bill Clifton, Eddie Heywood, Stan Freeman, Max Miller und Art Tatum[6])